# Premis Eusebi Patxot i Llagustera
Els Premis Eusebi Patxot i Llagustera eren uns premis de composició creats per Rafael Patxot i Jubert el 1919, en honor del seu pare, un notable pianista de Sant Feliu de Guíxols. Aquest certamen naixia amb la finalitat de convocar premis musicals de composició per enriquir el patrimoni musical català, de la mateixa manera que es feia des del 1904 amb el concurs de la Festa de la Música Catalana.

## Organització
Des de la seva creació, se celebraren 8 edicions entre els anys 1919 i 1935, en les quals participaren importantíssimes figures de l'escena musical, com: Higini Anglès, Juli Garreta, Francesc Pujol, Eduard Toldrà, Josep Sancho Marraco i Joaquim Zamacois, entre d'altres.
Per difondre el concurs s'elaborava un cartell explicatiu amb les bases d'aquest. Hi havia diverses categories de premis segons el gènere i la tipologia de la composició presentada. Així doncs, principalment es van promoure les composicions corals, per a cobla, la recopilació d'obres antigues, la música de cambra i per a gran orquestra. L'Orfeó Català fou l'encarregat de la gestió administrativa del concurs. Per a aquesta tasca nomenaren com a secretari Joan Salvat, a qui recaigué un any després la tasca de coordinar els Premis Concepció Rabell.
Malgrat que l'organització dels premis era funció de l'Orfeó Català, Rafael Patxot es reservà tres drets: escollir una de les categories del concurs en cada convocatòria, nomenar un dels tres membres del jurat i publicar les millors composicions premiades, tot retenint-ne, de la venda, les despeses de publicació i deixant en benefici dels compositors el rendiment posterior. Les obres rebudes havien d'ésser anònimes, amb títol i lema, i no podien ser autògrafes, a fi de mantenir l'anonimat del compositor i garantir, d'aquesta manera, la transparència del concurs.
El jurat estava format per tres membres; el primer era designat per l'Orfeó; el segon, per una de les entitats musicals de Barcelona (l'Escola Municipal de Música, el Conservatori del Liceu i el Sindicat Musical de Catalunya), i el tercer per Patxot. Imperativament el jurat s'havia de renovar en cada concurs. Escollits els guanyadors, es publicava el veredicte i a partir d'aquest moment els músics havien d'enviar a la secretaria del concurs els primers compassos de la partitura, les dades identificatives de l'obra, el seu nom personal i l'adreça; durant els dies posteriors a la publicació del veredicte podien recollir el premi. Les obres premiades passaven a formar part de l'arxiu de l'Orfeó Català, que es reservava el dret a executar les guardonades. Pel que fa a les obres no premiades, no se'n garantia la conservació i els autors les havien de recollir en el decurs dels tres mesos següents a la publicació del veredicte.